# 1989 AQ
1989 AQ är en asteroid i huvudbältet som upptäcktes den 4 januari 1989 av de båda japanska astronomerna Seiji Ueda och Hiroshi Kaneda i Kushiro.
Asteroiden har en diameter på ungefär 20 kilometer och den tillhör asteroidgruppen Themis.